# Geelbekdwerglijster
De geelbekdwerglijster (Catharus aurantiirostris) is een vogelsoort uit de familie lijsters (Turdidae).

## Verspreiding en leefgebied
Deze soort komt voor van noordwestelijk Mexico tot noordelijk Colombia en centraal Venezuela en telt 14 ondersoorten:
- Catharus aurantiirostris aurantiirostris: de bergen van noordoostelijk Colombia en noordwestelijk Venezuela.
- Catharus aurantiirostris aenopennis: hooglanden van noordwestelijk Mexico (noordelijk Sinaloa tot zuidwestelijk Chihuahua).
- Catharus aurantiirostris clarus: noordelijk centraal Mexico (zuidelijk Sinaloa tot westelijk Puebla en zuidwestelijk Tamaulipas).
- Catharus aurantiirostris melpomene: zuidelijk Mexico (Veracruz, noordoostelijk Puebla, Oaxaca en Chiapas).
- Catharus aurantiirostris bangsi: van Guatemala tot El Salvador en Honduras.
- Catharus aurantiirostris costaricensis: van Nicaragua tot noordwestelijk Costa Rica.
- Catharus aurantiirostris griseiceps: de bergen van westelijk Panama (oostelijk Chiriqui en Veraguas).
- Catharus aurantiirostris russatus: de bergen van zuidwestelijk Costa Rica en westelijk Panama.
- Catharus aurantiirostris insignis: noordelijk Colombia (Magdalena).
- Catharus aurantiirostris sierrae: de bergen van Santa Marta (noordoostelijk Colombia).
- Catharus aurantiirostris inornatus: de westelijke helling van de oostelijke Andes van Colombia (Santander).
- Catharus aurantiirostris phaeopleurus: centraal Colombia (Cauca, Patía en Guaitarilla).
- Catharus aurantiirostris birchalli: de bergen van noordoostelijk Venezuela (Sucre); Trinidad.
- Catharus aurantiirostris barbaritoi: westelijk Venezuela (Sierra de Perijá) en Rio Negro.